# هیچ‌کس احمق نیست (فیلم ۱۹۸۶)
هیچ‌کس احمق نیست (به انگلیسی: Nobody's Fool) یک فیلم کمدی آمریکایی محصول سال ۱۹۸۶ که توسط نمایشنامه‌نویس برنده جایزه پولیتزر بث هنلی نوشته شده‌است. بازیگران اصلی این فیلم رزانا آرکت، اریک رابرتس و میر وینینگهم هستند.

## داستان
کاسی (روزانا آرکت) که به دنبال عشق و فرار از زندگی معمولی پیش پا افتاده خود است، با یک گروه در حال سفر دیدار می‌کند.

## انتشار فیلم
این فیلم در تاریخ ۷ نوامبر ۱۹۸۶ در ۲۹۰ سینما اکران شد و در آخر هفته افتتاحیه ۲۵۸ هزار دلار درآمد کسب کرد.
سرانجام این فیلم در تاریخ ۲۵ ژانویه ۲۰۰۵ روی دی‌وی‌دی منتشر شد.